# Bron
Bron és un municipi francès, situat a la metròpoli de Lió i a la regió de Alvèrnia-Roine-Alps. L'any 2012 tenia 39.000 habitants.